# Neriacanthus lehmannianus
Neriacanthus lehmannianus är en akantusväxtart som först beskrevs av Gustav Lindau, och fick sitt nu gällande namn av Gustav Lindau. Neriacanthus lehmannianus ingår i släktet Neriacanthus och familjen akantusväxter. Inga underarter finns listade i Catalogue of Life.